# American Ornithological Society
Die American Ornithological Society (AOS), bis 2016 American Ornithologists’ Union (AOU), ist die größte und renommierteste ornithologische Vereinigung der Neuen Welt.

## Gründung und Geschichte

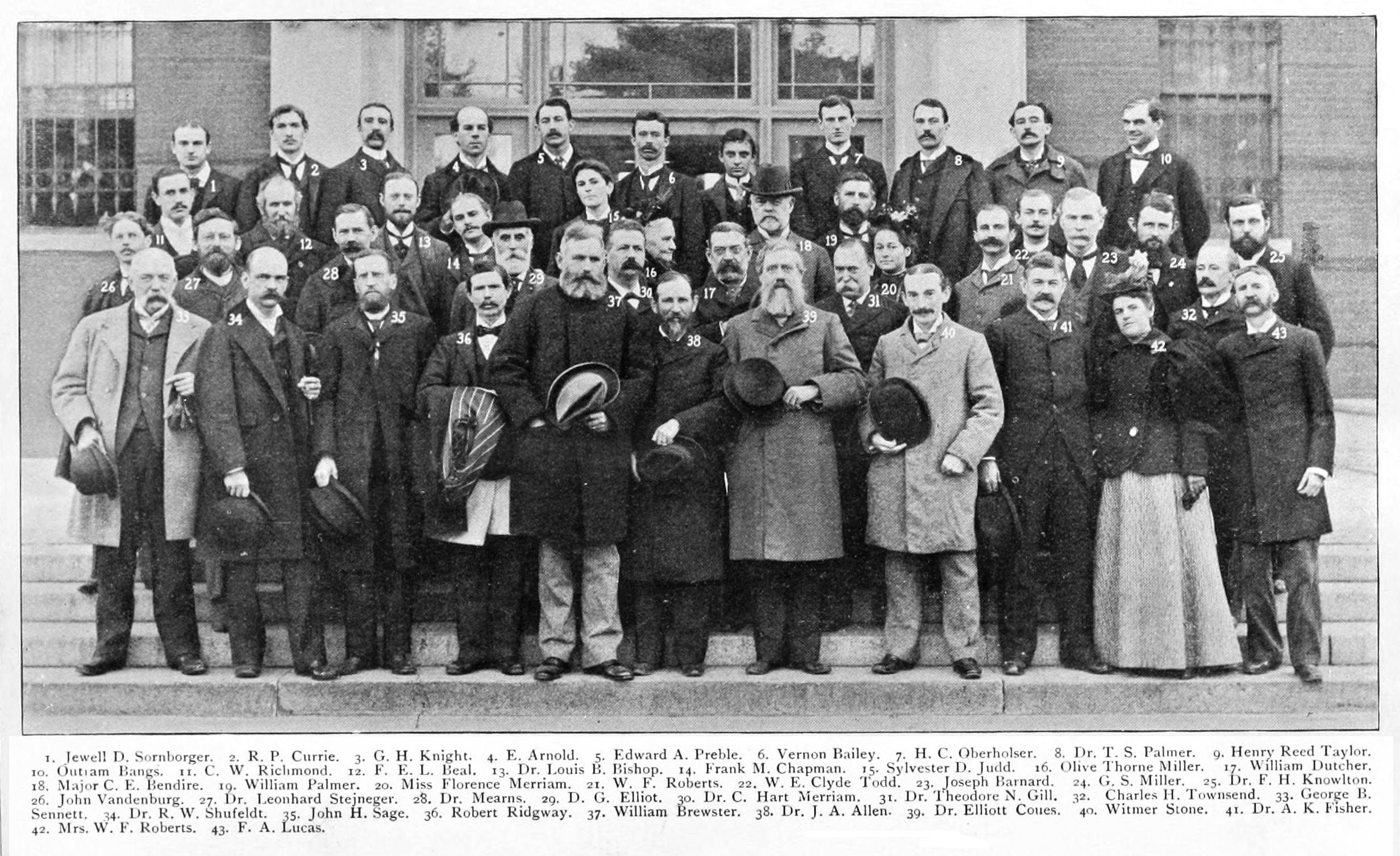
Teilnehmer des 13. Kongresses der American Ornithologists’ Union

Am 26. September 1883 trafen sich die Ornithologen Joel Asaph Allen, William Brewster (1851–1919) und Elliott Coues im American Museum of Natural History in New York City, um eine Organisation nach dem Vorbild der British Ornithologists’ Union ins Leben zu rufen. An der Gründung nahmen 23 namhafte Ornithologen teil, darunter Nathan Clifford Brown, Edgar Alexander Mearns, Thomas McIlwraith, Joseph Bassett Holder, Daniel Giraud Elliot, Charles Aldrich, John Maynard Wheaton, Albert Kenrick Fisher, Robert Wilson Shufeldt junior, Robert Ridgway, George Newbold Lawrence, Henry W. Henshaw, Spencer Fullerton Baird und Charles Foster Batchelder, von denen einige später Präsidenten der AOU wurden.
Im Oktober 2016 schlossen sich die American Ornithologists’ Union und die Cooper Ornithological Society zur American Ornithological Society zusammen.

## Sonstiges
Seit Januar 1884 erscheint The Auk, das vierteljährliche Fachjournal der American Ornithological Society. Das Logo zeigt den ausgestorbenen Riesenalk. 1886 wurde der offizielle Ausschuss Committee on Classification and Nomenclature, auch AOU Check-list Committee genannt, jetzt North American Classification Committee (NACC), gegründet, dessen Zweck es ist, eine Nomenklatur zu schaffen, die mit den Änderungen in der Systematik und Verbreitung der nord- und mittelamerikanischen Vögel Schritt halten kann. Diese Nomenklatur wird in der Publikation „Checklist of North and Middle American Birds“ aufgeführt. Ein weiterer Ausschuss ist das South American Classification Committee (SACC), das ab 1999 eine englischsprachige Nomenklatur für südamerikanische Vogeltaxa entwickelt hat („Checklist of South American Birds“), initiiert von James V. Remsen.
Ziel der AOS ist die Förderung der ornithologischen Wissenschaft durch jährliche Konferenzen, Mitgliedschaft, Ausschüsse und Publikationen. Die Mitglieder werden in verschiedene Klassen eingeteilt. Neben der normalen Mitgliedschaft gibt es die wahlberechtigten Mitglieder und die Förderer. Die höchste Mitgliedsklasse ist der Fellow. Mit dieser Ehrung werden Mitglieder mit den herausragendsten Verdiensten gewürdigt. Gegenwärtig hat die AOS 4.000 Mitglieder.

## Präsidenten
- Joel Asaph Allen, 1883–1890
- Daniel Giraud Elliot, 1890–1892
- Elliott Coues, 1892–1895
- William Brewster, 1895–1898
- Robert Ridgway, 1898–1900
- Clinton Hart Merriam, 1900–1903
- Charles Barney Cory, 1903–1905
- Charles Foster Batchelder, 1905–1908
- Edward William Nelson, 1908–1911
- Frank Michler Chapman, 1911–1914
- Albert Kenrick Fisher, 1914–1917
- John Hall Sage, 1917–1920
- Witmer Stone, 1920–1923
- Jonathan Dwight, 1923–1926
- Alexander Wetmore, 1926–1929
- Joseph Grinnell, 1929–1932
- James Henry Fleming, 1932–1935
- Arthur Cleveland Bent, 1935–1937
- Herbert Friedmann, 1937–1939
- James Paul Chapin, 1939–1942
- James Lee Peters, 1942–1945
- Hoyes Lloyd, 1945–1948
- Robert Cushman Murphy, 1948–1950
- Josselyn Van Tyne, 1950–1953
- Alden Holmes Miller, 1953–1956
- Ludlow Griscom, 1956
- Ernst Mayr, 1957–1959
- George H. Lowery, 1959–1962
- Austin Loomer Rand, 1962–1964
- Dean Amadon, 1964–1966
- Harold Ford Mayfield, 1966–1968
- John Warren Aldrich, 1968–1970
- Robert W. Storer, 1970–1972
- Joseph James Hickey, 1972–1973
- Donald Sankey Farner, 1973–1975
- John Thompson Emlen, 1975–1976
- Wesley Edwin Lanyon, 1976–1978
- Harrison Bruce Tordoff, 1978–1980
- James Roger King, 1980–1982
- Thomas Raymond Howell, 1982–1984
- Frances Crews James, 1984–1986
- Charles Sibley, 1986–1988
- Glen Everett Woolfenden, 1988–1990
- Burt L. Monroe, Jr., 1990–1992
- Brina Kessel, 1992–1994
- Richard C. Banks, 1994–1996
- Frank Gill, 1998–2000
- John W. Fitzpatrick, 2000–2002
- Fred Cooke, 2002–2004
- James A. Kushlan, 2004–2006
- Erica H. Dunn, 2006–2008
- Edward H. Burtt, Jr., 2008–2010
- John R. Faaborg, 2010–2012
- Susan M. Haig, 2012–2014
- Scott M. Lanyon, 2014–2016
- Steven R. Beissinger, 2016–2018
- Kathy Martin, 2018–2020
- Colleen Handel, 2022–2024
- Sara R. Morris, 2024–2026